# Wielamowicze
Wielamowicze (biał. Вельямовічы, Wieljamowiczy) – wieś na Białorusi, w rejonie brzeskim obwodu brzeskiego. Miejscowość wchodzi w skład sielsowietu Motykały.
Wielamowicze są oddalone na północny zachód 28 km od Brześcia, 7 km od stacji kolejowej Łyszczyce. Miejscowość leży przy drodze Wołczyn – Brześć.
Siedziba parafii prawosławnej pw. Wniebowstąpienia Pańskiego.

## Historia
Pierwsze wzmianki o wsi pochodzą z XVI stulecia. W ten czas leżała w powiecie brzeskim Wielkiego Księstwa Litewskiego. Według ''Księgi Zapisów'' wieś Wielamowicze (Wilamowicze) w 1558 znajdowała się nieopodal jeziora i dzieliła granicę z pastwiskami majątku Biernickiego i wsiami Taratunowicze, Pomarańce i Siemianiczki. W 1772 roku miejscowość nazywała się Wilanowicze.

## Ludność
- 1868 - 85 mężczyzn i 92 kobiety
- 1886 - 29 dworów, 287 mieszkańców, 2 prawosławne cerkwie, karczma
- 1905 - wieś (546 mieszkańców) i majątek (6 mieszkańców)
- 1941 - 86 dworów, 433 mieszkańców. Niemcy zniszczyli 18 dworów. Zabito 8 mieszkańców, 7 wywieziono do Niemiec, 4 wróciło do domów, 19 zaginęło na froncie
- sierpień 1949 - zorganizowano kołchoz imienia Gastello, do którego wstąpiło 48 gospodarstw z 107
- 1997 - 185 dworów, 550 mieszkańców.

## Zabytki
- Cerkiew prawosławna pw. Wniebowstąpienia Pańskiego z 1868 roku
- Dwór Dobrzynieckich (XVI w.)

## Urodzeni w Wielamowiczach
- Stanisław Bukraba – polski wojskowy, uczestnik wojny polsko-bolszewickiej, major kawalerii Wojska Polskiego, kawaler Orderu Virtuti Militari[4].